# Philipp Poelmahn
Philipp Heinrich Poelmahn (* 26. Mai 1809 in Minden; † 15. Januar 1871 ebenda) war ein westfälischer Kommunalpolitiker.
Poelmahn war Amtmann und dann von 1832 bis 1851 Bürgermeister von Vlotho.  Anschließend wurde er 1851 zum Bürgermeister von Minden ernannt und in Wahlen 1854 und 1865 bestätigt. Zwischenzeitlich erfolgte 1858 seine Ernennung zum Oberbürgermeister, was er bis zu seinem Tode 1871 blieb. 1841 war er Mitglied im Provinziallandtag der Provinz Westfalen. Von 1861 bis 1871 vertrat er seine Stadt im preußischen Herrenhaus.